# Jaume Casas i Sargatal
Jaume Casas i Sargatal (Olot, 1902 - 1963) fou un pintor, dibuixant, escultor, modelista, ceramista, gravador, professor de belles arts, il·lustrador, operari decorador en la indústria d'estatuària.

## Biografia
Fill de Ramon Casas i Hostench i de Rosa Sargatal i Cortals, de molt jove feu estada a Barcelona, on assistí a l'Escola Municipal de Belles Arts, amb el professor Feliu Elies. A Olot assistí durant molts anys a l'Escola de Belles Arts, fins i tot quan ja era un persona madura i experimentada en l'art, sota el mestratge de bons professors, però fou en els anys trenta que formà part de l'Escola Superior de Paisatge, quan els contactes amb Francesc Labarta, Xavier Nogués i d'altres influenciaren la seva línia estilística. Fou sanefista als tallers d'estatuària de Can Castellanas i de Can Mató. Exposà pintures a la Sala Vayreda el maig-juny del 1947 i en altres llocs d'Olot durant la dècada dels cinquanta. Va fer caricatures i algunes il·lustracions en la premsa local durant la primera meitat de la dècada 1930-1940, signant amb el nom de Tiagu. Va prendre part en l'Exposició d'Art Pessebrístic del Foment de les Arts Decoratives de Barcelona, el 1949, on presentà diversos dibuixos amb motius nadalencs, temàtica que realitzava admirablement. Aquest mateix any realitzà una exposició a la Sala Armengol, amb dibuixos amb la ploma acolorits, olis amb assumptes religiosos i ceràmiques. Segons la revista Pyrene del maig del 1949, "l'exposició documenta de les possibilitats enormes de l'artista". Fou dibuixant, per algun temps, d'un aparellador de Barcelona. També va ser decorador del forn de terrissa Rosau d'Olot, on realitzà innumerables treballs de ceràmica. Destacà en pintures murals, sobretot religioses. Feu treballs a l'església parroquial de Torelló i al santuari de Rocaprevera, també a Torelló (pintura ben conservada fins als nostres dies); dos tapissos a l'església del Carme d'Olot; un mural a l'església de Llocalou i un altre, pintat al tremp, a l'església de Sant Privat d'en Bas.
Els seus dibuixos eren d'un estil molt personal, normalment fets a la ploma i amb tinta xinesa, i, encara que de forma abarrocada, eren d'una notable simplicitat de línia i de molta senzillesa en la seva execució. També realitzà molts retrats, a l'oli principalment, de notable factura i d'extraordinària semblança amb el model. A finals dels quaranta i començaments dels cinquanta fou professor de dibuix i pintura a l'Escola Pia, temps en què es va titular en el professorat de les dites matèries artístiques. Prengué part molt destacada en la decoració de tot el temple del Tura d'Olot que s'inicià el febrer del 1954. Josep M. Danés, en el seu llibre L'església de la Mare de Déu del Tura d'Olot, diu que Casas fou un dels primers artífexs en la realització de les pintures. L'any següent realitzà la decoració de la volta de l'absis -que dirigí Casadevall-, així com la restauració de la cúpula. Casas Sargatal no seguí mai el tradicionalisme paisatgístic olotí, encara que feu algun paisatge, utilitzant l'aquarel·la a més de l'oli. Feu algunes il·lustracions a la revista Pyrene els anys 40 i 50. També il·lustrà un llibre de M. Juanola, Boll i Garbissos (Bibl. Olotina, números 43-46, any 1953), entre d'altres. Fou un dels dos artistes més premiats en el concurs de dibuix que durant tot l'any 1952 portà a terme el setmanari d'aquell temps, i obtingué cinc premis, entre ells una menció especial i un premi especial. Persona humil i treballadora, tingué molts amics dintre i fora del món de l'art. Estava casat amb Concepció Fusté i Blanch, i va ser pare de tres fills: Jordi, Josep i Ramon.